# Grellberg

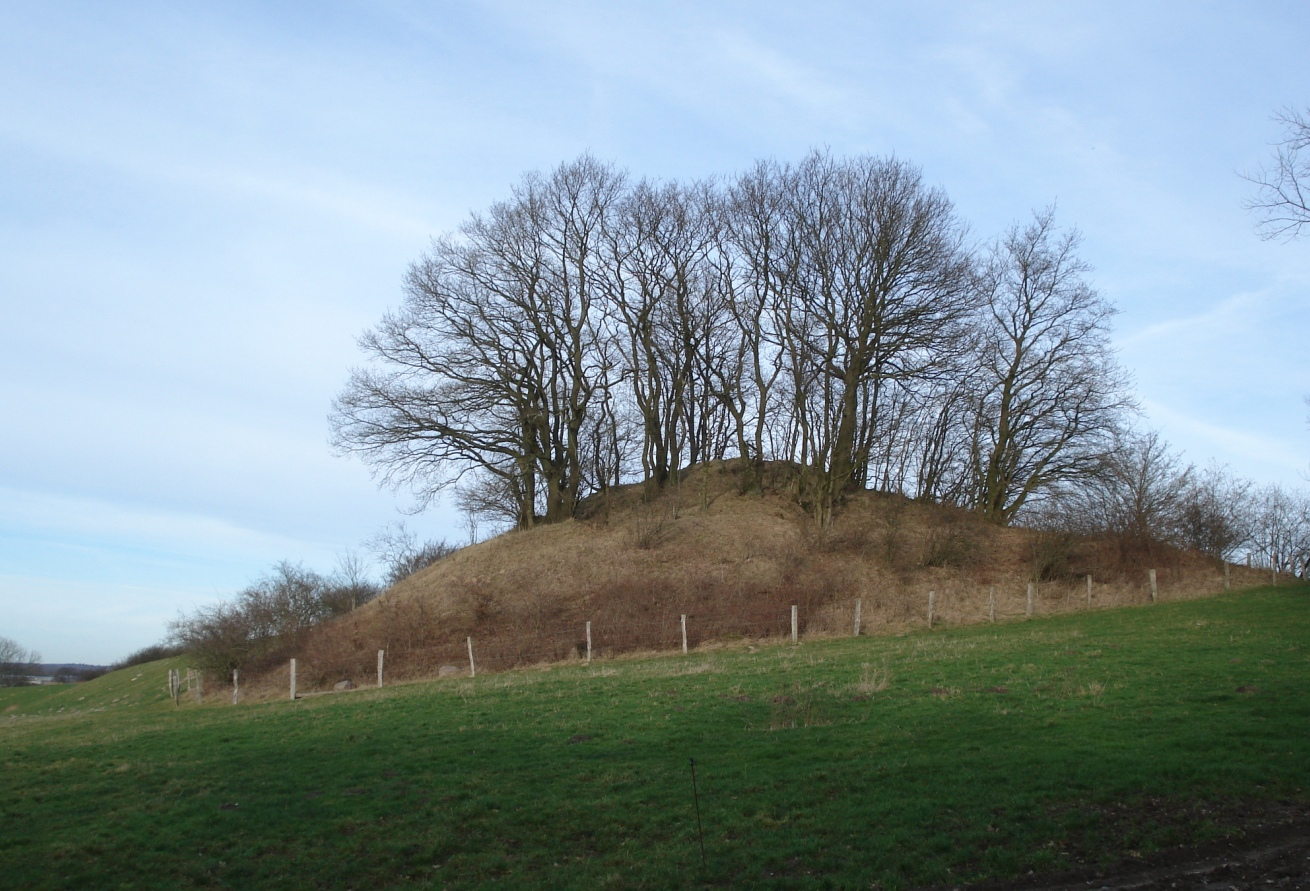
Der Grellberg bei Pansdorf

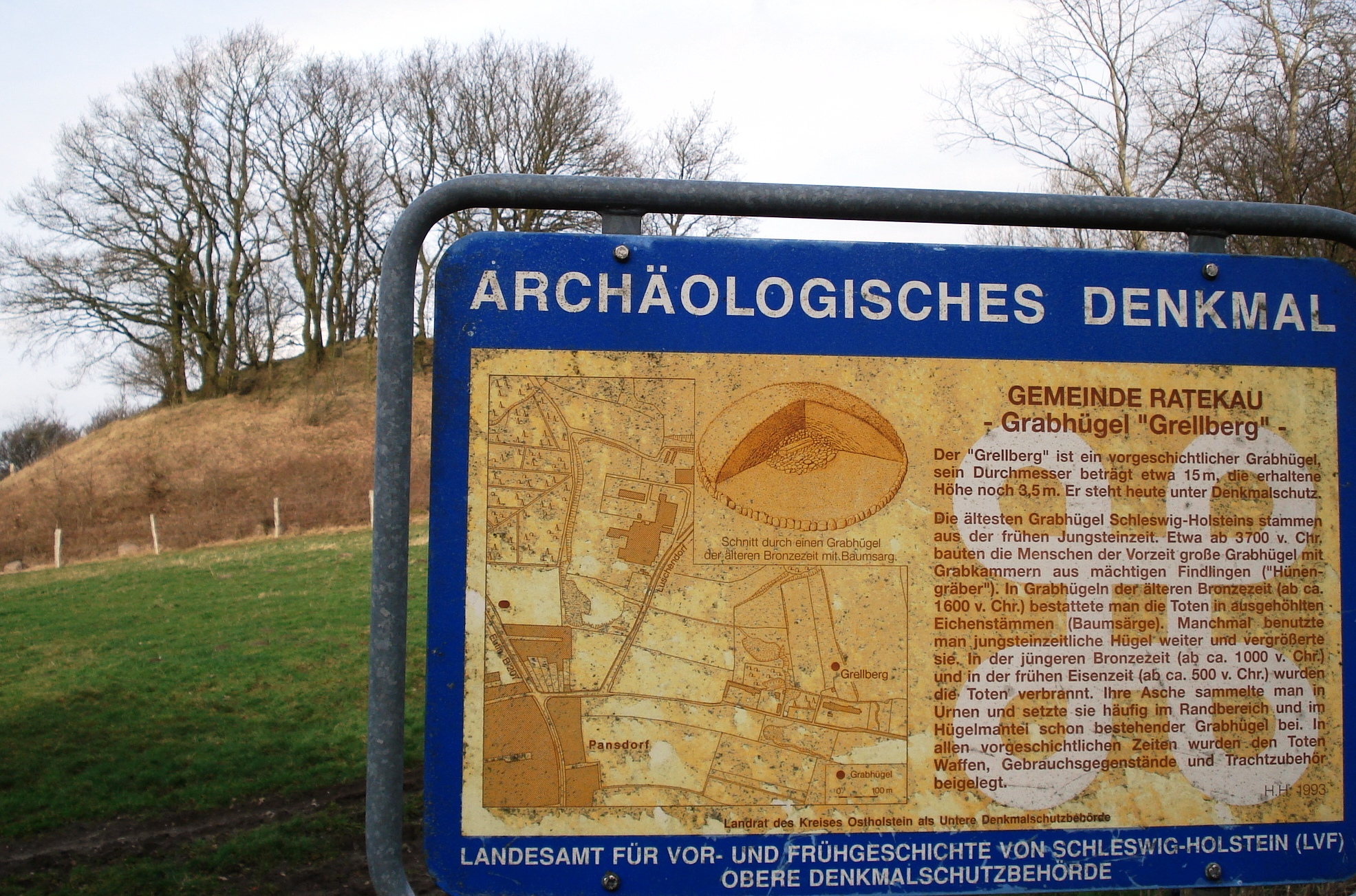
Informationstafel am Grellberg

Der Grellberg ist ein jungsteinzeitlicher Grabhügel in/bei Pansdorf (Gemeinde Ratekau) im Kreis Ostholstein in Schleswig-Holstein.
Er hat einen Durchmesser von 15 m und eine Höhe von 3,5 m (wirkt jedoch höher, da er sich auf einer Bodenwelle befindet). Seine Spitze befindet sich auf einer Höhe von 61 m, weshalb er als Aussichtspunkt ausgewiesen ist.
Er steht unter Denkmalschutz und befindet sich auf einer Wiese in einem Landschaftsschutzgebiet und ist zum Schutz gegen Weidevieh eingezäunt, kann jedoch betreten werden.

## Sonstiges
In der Nähe befindet sich ein weiterer – unbenannter – Grabhügel bei Pansdorf.